# Laure (romanzo)
Laure è un romanzo erotico della scrittrice thailandese Emmanuelle Arsan, pubblicato nel 1975.
Nel 1976 dal libro è stato tratto il film omonimo, interpretato da Annie Belle e dalla stessa Arsan.

## Edizioni
- Emmanuelle Arsan, Laure, Milano, Olympia Press, 1975.
- (FR) Emmanuelle Arsan, Laure, Parigi, Pierre Belfond, 1976.